# Károly Honfi
Károly Honfi (ur. 25 października 1930 w Budapeszcie, zm. 14 sierpnia 1996 tamże) – węgierski szachista, arcymistrz od 1996 roku.

## Kariera szachowa
Od końca lat 50. XX wieku do pierwszych lat 70. należał do czołówki węgierskich szachistów. Wielokrotnie startował w finałach indywidualnych mistrzostw kraju, dwa razy (1958, 1965 [21. finał]) zdobywając srebrne medale oraz raz medal brązowy (1965 [20. finał]). W latach 1958 i 1962 reprezentował swój kraj na szachowych olimpiadach, był również czterokrotnym uczestnikiem (1961, 1965, 1970, 1973) drużynowych mistrzostw Europy, za każdym razem zdobywając medale wspólnie z drużyną (srebrny i trzy brązowe) oraz dwukrotnie (srebrny i brązowy) za wyniki indywidualne.
Odniósł szereg sukcesów na arenie międzynarodowej, m.in.:
- I-II m. w Balatonfüred (1960, memoriał Lajosa Asztalosa, wspólnie z Istvánem Bilkiem),
- I m. w Ruse (1961),
- II m. w Reggio Emilia (1962/63, za Győző Forintosem),
- II-III m. w Gyuli (1965, memoriał Lajosa Asztalosa, za Wiktorem Korcznojem, wspólnie z Levente Lengyelem),
- III-IV m. w Reggio Emilia (1966/67, za Victorem Ciocâlteą i Dragoljubem Čiriciem, wspólnie z Juliusem Kozmą),
- II m. w Čačaku (1967),
- III m. w Monte Carlo (1967, turniej B),
- I m. w Monte Carlo (1968, turniej B),
- III m. w Wijk aan Zee (1969, turniej B, za Bojanem Kurajicą i Heikkim Westerinenem),
- II-IV m. w Zalaegerszeg (1969),
- I m. w Čačaku (1969),
- III-IV m. w Wijk aan Zee (1970, turniej B, za Ulfem Anderssonem i Győző Forintosem, wspólnie z Antonio Mediną Garcíą),
- I m. w Kecskemét (1970),
- III-IV m. w Moskwie (1970),
- I-II m. w Timișoarze (1972),
- I m. w Bernie (1973),
- I-IV m. w Bernie (1974),
- I m. w Mondorf-les-Bains (1974),
- I m. w Kecskemét (1975),
- I m. w Peczu (1976),
- I m. w Baden-Baden (1979),
- II-III m. w Rio de Janeiro (1979),
- II m. w Eksjö (1980, turniej B, za Nilsem-Gustafem Renmanem),
- I m. we Wrocławiu (1984),
- II-IV m. we Wrocławiu (1985),
- I-II m. w Budapeszcie (1994, dwukrotnie w turniejach First Saturday, w edycjach FS09 IM-A oraz FS12).
- II m. w Budapeszcie (1995, turniej First Saturday FS09 IM-B).

W latach 1991–1993 trzykrotnie startował w mistrzostwach świata seniorów (zawodników powyżej 60. roku życia), za każdym razem zajmując miejsca w pierwszej dziesiątce (odpowiednio: IX, IX i VIII).
Najwyższy ranking w karierze osiągnął 1 maja 1974 r., z wynikiem 2470 punktów dzielił 10-11. miejsce wśród węgierskich szachistów.
W 1962 r. otrzymał tytuł mistrza międzynarodowego, natomiast w 1996 r. Międzynarodowa Federacja Szachowa przyznała mu honorowy tytuł arcymistrza, za wyniki uzyskane w przeszłości.